# Крупин, Александр Рюрикович
Алекса́ндр Рю́рикович Крупи́н (род. 21 июля 1956, Кострома) — советский боксёр полутяжёлой весовой категории, выступал за сборную СССР в конце 1970-х — начале 1980-х годов. Чемпион Европы, обладатель Кубка мира, призёр национального первенства. Представлял спортивное общество «Спартак», заслуженный мастер спорта.

## Биография
Александр Крупин родился 21 июля 1956 года в Костроме. Активно заниматься боксом начал в возрасте двенадцати лет под руководством тренеров: В. И.Софронова, В. А. Корозина и О. В. Чехова, выступал за ДСО «Спартак». Первых серьёзных успехов добился в 1976 году, когда после ряда побед на молодёжных первенствах впервые поучаствовал в чемпионате СССР. В 1980 году стал призёром первенства Советского Союза в полутяжёлом весе, а год спустя на соревнованиях в Монреале завоевал Кубок мира по боксу и выиграл чемпионат Европы в Тампере, одержав победу над Ральфом Небригом из ГДР, Ондреем Пустаи из Чехословакии и Георгикэ Доничем из Румынии. За эти достижения был удостоен почётного звания «Заслуженный мастер спорта».
В 1982 году Крупин участвовал в матчевых встречах между сборными США и СССР, но, поскольку конкуренция в команде на тот момент сильно возросла, вскоре после этого турнира принял решение завершить карьеру — всего в его послужном списке 140 боёв, из них 128 окончены победой. Окончил физико-математический факультет Костромского педагогического института. В настоящее время работает тренером в специализированном зале бокса ДЮСШ-4 в Костроме.